# Tormalina

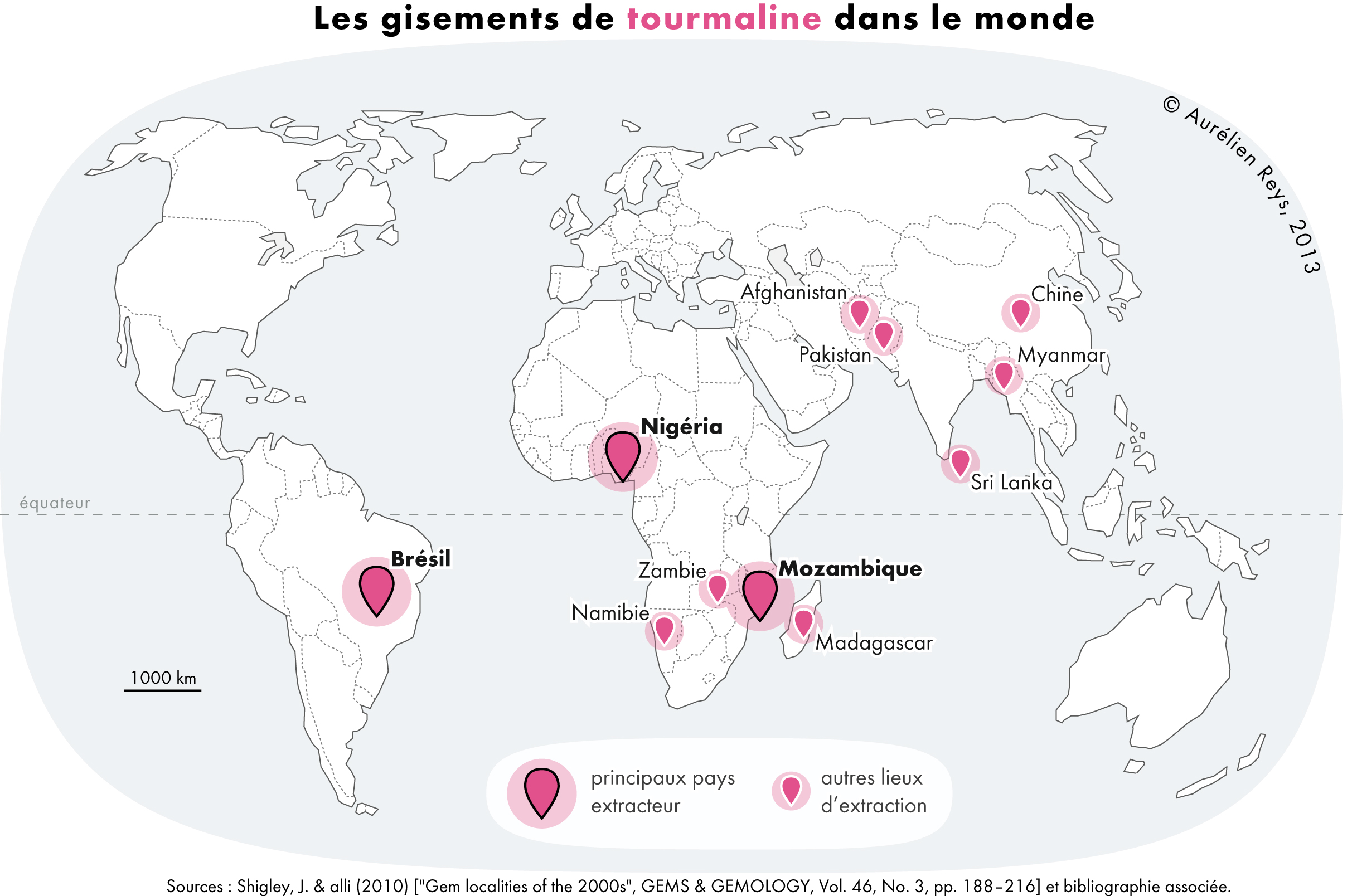
Principali paesi produttori di tormaline

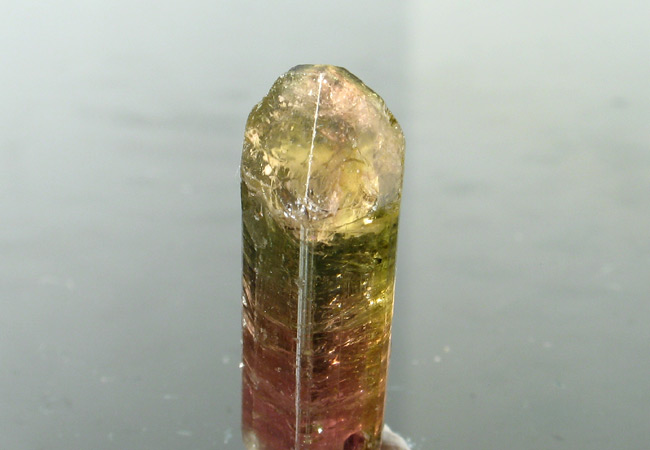
Tormalina policroma del Madagascar

Le tormaline sono un gruppo di minerali appartenenti alla classe dei silicati, ordine dei ciclosilicati.
Il nome deriva dal cingalese turmali che significa letteralmente pacco misto ossia pietra di vari colori, indicava in passato il nome dei cristalli portati in Europa dal Ceylon.
Il cristallo appartiene al sistema trigonale, si presenta prismatico, molto allungato, striato verticalmente e a volte con sviluppo disuguale alle due estremità dell'asse verticale.
Il suo colore dipende dalla composizione chimica e può non essere uniforme nel cristallo.

## Tormaline
Nella più recente classificazione di Nickel-Strunz (10ª edizione) esistono diversi tipi (sottogruppi) e varianti di tormaline, divise in base alla composizione chimica e al colore:
- adachiite, CaFe2+3Al6(Si5AlO18)(BO3)3(OH)3OH
- bosiite, NaFe3+3(Al4Mg2)Si6O18(BO3)3(OH)3O
- buergerite v. flour-buergerite
- cromodravite, NaMg3Cr6Si6O18(BO3)3(OH)3O
  - ossicromodravite, NaCr3(Mg2Cr4)Si6O18(BO3)3(OH)3O
- cromo-allumino-povondraite, NaCr3(Al4Mg2)Si6O18(BO3)3(OH)3O
- darrellhenryite, NaLiAl2Al6Si6O18(BO3)3(OH)3O
- dravite, NaMg3Al6[(OH)4/(BO3)3/Si6O18]; (da giallo scuro a bruno)
  - ossidravite, Na(Al2Mg)(Al5Mg)Si6O18(BO3)3(OH)3O

- elbaite, Na(Li,Al)3Al6[(OH)4/(BO3)3/Si6O18];
  - rubellite (rosa), Na(Li,Al)3(OH)4(BO3)3(Si6O18)
  - indicolite (blu scuro), Na(Li,Al)3Al6(OH)4(BO3)3(OH)4
  - zaffiro brasiliano (azzurro)
  - verdelite o smeraldo brasiliano (verde)
  - incolore (acroite)
  - paraiba (azzurro molto trasparente)

- feruvite, CaFe2+3(MgAl5)Si6O18(BO3)3(OH)3OH
- fluor-buergerite, NaFe3Al6[FO3(BO3)3Si6O18];
- liddicoatite, CaLi2AlAl6[F(OH)3/(BO3)3/Si6O18].
- foitite, (Fe2+2Al)Al6Si6O18(BO3)3(OH)3OH
  - ossifoitite
  - magnesiofoitite, (Mg2Al)Al6Si6O18(BO3)3(OH)3OH
- lucchesiite, Ca(Fe2+)3Al6Si6O18(BO3)3(OH)3O
- luinaite, (Na)(Fe2+,Mg)3Al6Si6O18(BO3)3(OH)3OH
- maruyamaite, K(MgAl2)(Al5Mg)Si6O18(BO3)3(OH)3O
- olenite, NaAl3Al6Si6O18(BO3)3O3OH
- povondraite, NaFe3+3(Fe3+4Mg2)Si6O18(BO3)3(OH)3O
- rossmanite, (LiAl2)Al6Si6O18(BO3)3(OH)3OH
- sciorlite, NaFe3Al6[(OH)4/BO3)3/Si6O18]; (da marrone-nero a nero)
  - ossisciorlite, Na(Fe2+2Al)Al6Si6O18(BO3)3(OH)3O
- tsilaite, NaMn2+3Al6Si6O18(BO3)3(OH)3OH
- uvite, CaMg3Al5Mg[(OH)4/(BO3)3Si6O18]; (verde)
- vanadiodravite
  - ossivanadiodravite, NaV3(Al4Mg2)Si6O18(BO3)3(OH)3O
  - vanadiossocromodravite, NaV3(Cr4Mg2)Si6O18(BO3)3(OH)3O

Esistono varietà policrome nelle quali il colore varia sia a zone concentriche che nel senso dell'allungamento del cristallo. Si possono trovare prevalentemente tormaline di colore rosso, rosa, blu, verde e giallo.

## Genesi
La tormalina è un minerale accessorio comune nelle rocce magmatiche e metamorfiche ed è abbondante nelle pegmatiti; per via della loro durezza e inalterabilità si possono reperire anche nelle rocce sedimentarie.

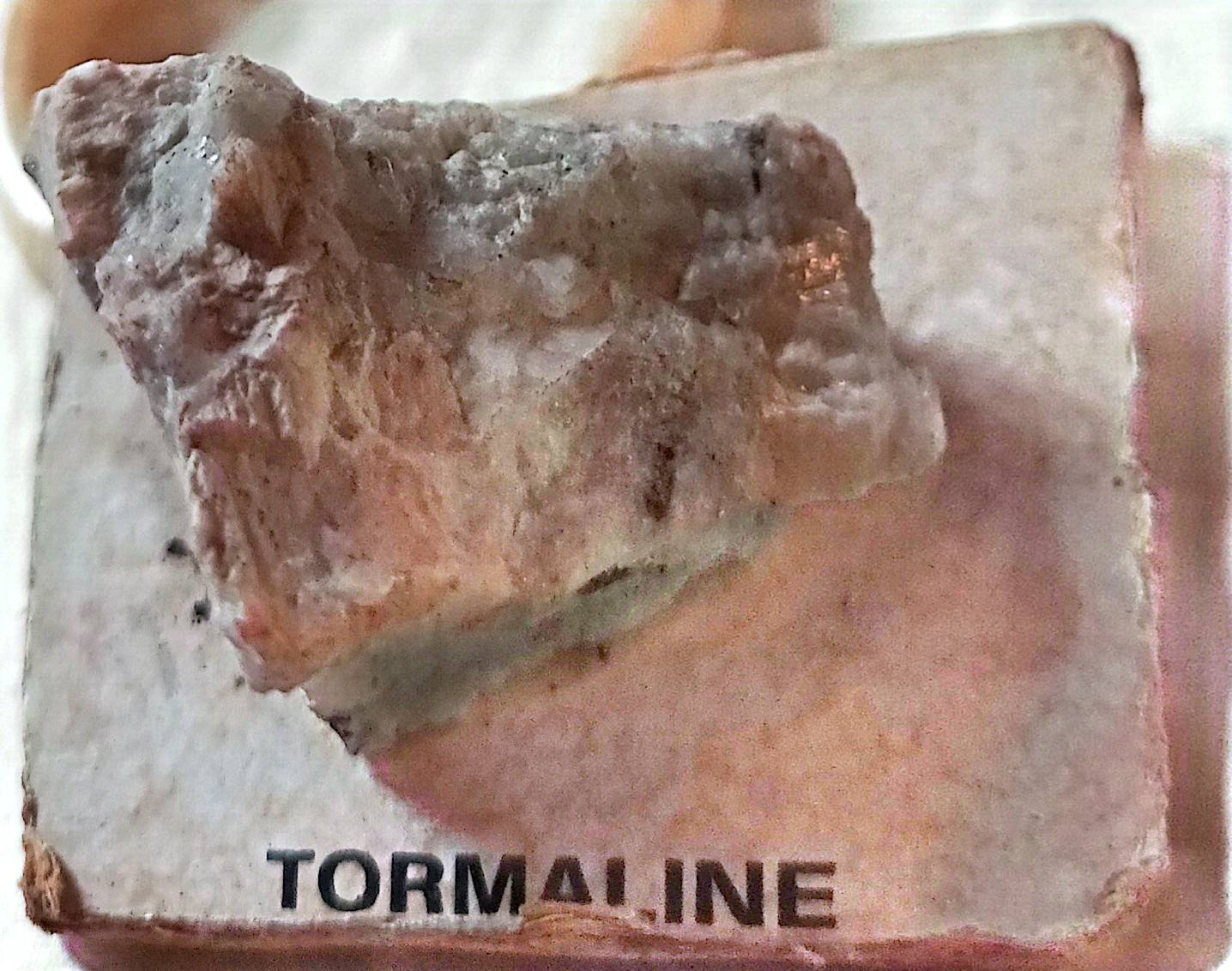
A primo acchito una Tormalina di colore Bianco, presenta sfumature di rosa o anche verdi con Ossidi vari. D'appoggio, carta, cartoncino, colla, sullo sfondo anello avorio.

Le varietà limpide più belle provengono dall'isola d'Elba, dal Minas Gerais (Brasile), dagli Urali, dal Madagascar, da Sri Lanka, Namibia, Mozambico, Maine e California in USA. Cristalli opachi ben formati si trovano nelle pegmatiti alpine, ad Olgiasca (LC), Candoglia e Craveggia (VB) Sondalo (SO) e in Val di Vizze (BZ).

## Caratteristiche chimico-fisiche
Le tormaline risultano dotate di piroelettricità (si caricano elettricamente se prima riscaldate e poi raffreddate) e piezoelettricità (si caricano elettricamente se sottoposte a pressione), oltre ad essere sostanze dicroiche.
Sono inattaccabili dagli acidi e le varietà di litio sono infusibili.
Il silicio è posto al centro di un tetraedro i cui vertici sono posti gli atomi di ossigeno. I tetraedri sono uniti l'un l'altro per due vertici in gruppi di sei.

## Utilizzi
Per via della piezoeletricità alcune tormaline vengono utilizzate per costruire manometri ad alte pressioni, mentre le varietà trasparenti e piacevolmente colorate sono utilizzate in campo gemmologico. Viene inoltre utilizzato come cristallo anisotropo per la polarizzazione lineare della luce.

## Tormaline notevoli
Un cristallo di rubellite di massa 6 kg, lungo 40 cm e largo 9 è stato rinvenuto in Madagascar.
Famosi cristalli multicolori provengono da: Pala e Ramona in California, Maine, Brasile.
Dal Madagascar provengono delle tormaline multicolori rosse al centro e verdi ai lati dette tormaline "watermelon" (trad. dall'inglese anguria) mentre le tormaline dell'Isola d'Elba, nella varietà elbaite alla base del cristallo sono brune che man mano diventano verdi fino a diventare incolori nella sommità.

## Supergruppo della tormalina
Il supergruppo della tormalina è un gruppo di minerali caratterizzati dalla seguente formula di struttura generalizzata: XY3Z6(T6O18)(BO3)3V3W dove:
- X = Na+, Ca2+, K+ o una vacanza[5]
- Y = Fe2+, Mg2+, Mn2+, Al3+, Li+, Fe3+, Cr3+
- Z = Al3+, Fe3+, Mg2+, Cr3+
- T = Si4+, Al3+, B3+
- V = OH–, O2-
- W =OH–, F–, O2–

Il supergruppo della tormalina è suddiviso in tre gruppi in base ai cationi presenti nel sito X. Se il catione prevalente è Na+ o K+  allora la specie appartiene al gruppo delle tormaline alcaline, se il catione prevalente è Ca2+ allora la specie appartiene al gruppo delle tormaline calciche, se infine il sito X è dominato da una vacanza, la specie appartiene al gruppo delle tormaline con vacanza dominante.

### Minerali del supergruppo della tormalina
- Gruppo delle tormaline alcaline
  - Sottogruppo alcalino 1
    - Dravite
    - Sciorlite
    - Chromium-dravite
    - Fluor-dravite
    - Fluor-schorl
    - Tsilaisite
    - Adachiite

  - Sottogruppo alcalino 2
    - Elbaite
    - Fluor-elbaite

  - Sottogruppo alcalino 3
    - Povondraite
    - Chromo-alumino-povondraite
    - Oxy-chromium-dravite
    - Oxy-schorl
    - Oxy-vanadium-dravite

  - Sottogruppo alcalino 4
  - Sottogruppo alcalino 5
    - Fluor-buergerite
    - Olenite

  - Sottogruppo alcalino 6

- Gruppo delle tormaline calciche
  - Sottogruppo calcico 1
    - Fluor-uvite
    - Feruvite
    - Uvite

  - Sottogruppo calcico 2
    - Fluor-liddicoatite

  - Sottogruppo calcico 3
  - Sottogruppo calcico 4

- Gruppo delle tormaline con vacanza dominante[5]
  - Sottogruppo con vacanza 1
    - Foitite
    - Magnesio-foitite

  - Sottogruppo con vacanza 2
    - Rossmanite

  - Sottogruppo con vacanza 3
  - Sottogruppo con vacanza 4